# لاري ويليام
لاري ويليام هو لاعب هوكي الجليد كندي، ولد في 9 أكتوبر 1941 في سمرلاند في كندا.

## وصلات خارجية
- لاري ويليام على موقع دوري الهوكي الوطني (الإنجليزية)
- لاري ويليام على موقع قاعة مشاهير الهوكي (لاعب أن.إتش.أل) (الإنجليزية)
- لاري ويليام على موقع EliteProspects.com (الإنجليزية)
- لاري ويليام على موقع HockeyDB.com (الإنجليزية)
- لاري ويليام على موقع Hockey-Reference.com (الإنجليزية)